# Словачка на Европском првенству у атлетици на отвореном 2016.
Словачка је учествовала на 23. Европском првенству у атлетици на отвореном 2016. одржаном у Амстердаму од 6. до 10. августа. Ово је било осмо европско првенство у атлетици на отвореном на којем је Словачка наступила. Репрезентацију Словачке представљало је 21 спортиста (8 мушкараца и 13 жена) који су се такмичили у 18 дисциплина (7 мушких и 11 женских).
На овом првенству такмичари из Словачке нису освојили ниједну медаљу. У табели успешности према броју и пласману такмичара који су учествовали у финалним такмичењима (првих 8 такмичара) Словачка је са 3 учесника у финалу заузела 32. место са 8 бодова.
| Пл. | Земља    | 1. место | 2. место | 3. место | 4. место | 5. место | 6. место | 7. место | 8. место | Бр. фин. | Бодови |
| --- | -------- | -------- | -------- | -------- | -------- | -------- | -------- | -------- | -------- | -------- | ------ |
| 32. | Словачка | -        | -        | -        | -        | 1-4      | -        | 2-4      | -        | 3        | 8      |

## Учесници
| Мушкарци: - Јан Волко — 100 м, 200 м - Јакуб Матуш — 100 м - Јозеф Репчик — 800 м - Мартин Кучера — 400 м препоне - Матуш Бубеник — Скок увис - Марцел Ломницки — Бацање кладива - Либор Харфрејтаг — Бацање кладива - Патрик Женух — Бацање копља | Жене: - Александра Безекова — 100 м, 200 м, 4 х 100 м, 4 х 400 м - Ивета Путалова — 400 м, 4 х 400 м - Александра Штукова — 800 м, 4 х 400 м - Луција Хривнак Клоцова — 1.500 м - Луција Сланичкова — 400 м препоне - Владимира Шибова — 4 х 100 м - Ленка Кршакова — 4 х 100 м - Дениса Бучкова — 4 х 100 м - Силвија Шалговичова — 4 х 400 м - Јана Велдјакова — Скок удаљ - Дана Велдјакова — Троскок - Мартина Храшнова — Бацање кладива - Вероника Канучова — Бацање кладива |  |

## Резултати

### Мушкарци
| Атлетичар        | Дисциплина     | Лични рекорд | Квалификације | Квалификације | Полуфинале           | Полуфинале           | Финале                | Финале       | Детаљи |
| Атлетичар        | Дисциплина     | Лични рекорд | Резултат      | Место         | Резултат             | Место                | Резултат              | Место        | Детаљи |
| ---------------- | -------------- | ------------ | ------------- | ------------- | -------------------- | -------------------- | --------------------- | ------------ | ------ |
| Јакуб Матуш      | 100 м          | 10,41        | 10,51         | 6. у гр. 1    | Није се квалификовао | Није се квалификовао | Није се квалификовао  | 28 / 34 (37) |        |
| Јан Волко        | 100 м          | 10,33        | 10,42 КВ      | 3. у гр. 4    | 10,43                | 7. у гр. 3           | Није се квалификовао  | 21 / 34 (37) |        |
| Јан Волко        | 200 м          | 20,69 НР     | 21,00 КВ      | 3. у гр. 2    | 21,28                | 6. у гр. 1           | Није се квалификовао  | 20 / 35      |        |
| Јозеф Репчик     | 800 м          | 1:44,94 НР   | 1:49,32       | 7. у гр. 3    | Није се квалификовао | Није се квалификовао | Није се квалификовао  | 12 / 29 (30) |        |
| Мартин Кучера    | 400 м препоне  | 49,79        | 49,56 КВ, ЛР  | 1. у гр. 4    | 49,08 КВ, ЛР         | 4. у гр. 1           | 49,82                 | 7 / 39 (40)  |        |
| Матуш Бубеник    | Скок увис      | 2,29         | 2,23          | 6. у гр. Б    |                      |                      | Нису се квалификовали | 15 / 23      |        |
| Марцел Ломницки  | Бацање кладива | 79,16        | 74,68 кв      | 2. у гр. Б    | 76,89                | 7 / 21 (22)          |                       |              |        |
| Либор Харфрејтаг | Бацање кладива | 81,81 НР     | Без пласмана  | Без пласмана  | Није се квалификовао | Није се квалификовао |                       |              |        |
| Патрик Женух     | Бацање копља   | 84,83        | 69,38         | 16. у гр. A   | Није се квалификовао | 30 / 30 (32)         |                       |              |        |

### Жене
| Атлетичарка            | Дисциплина     | Лични рекорд | Квалификације | Квалификације | Полуфинале            | Полуфинале            | Финале                | Финале       | Детаљи |
| Атлетичарка            | Дисциплина     | Лични рекорд | Резултат      | Место         | Резултат              | Место                 | Резултат              | Место        | Детаљи |
| ---------------------- | -------------- | ------------ | ------------- | ------------- | --------------------- | --------------------- | --------------------- | ------------ | ------ |
| Александра Безекова    | 100 м          | 11,50        | 11,71         | 5. у гр. 2    | Није се квалификовала | Није се квалификовала | Није се квалификовала | 27 / 31      |        |
| Александра Безекова    | 200 м          | 23,55        | 23,56 кв      | 4. у гр. 4    | 23,71                 | 8. у гр. 1            | Нису се квалификовале | 23 / 36      |        |
| Ивета Путалова         | 400 м          | 52,18        | 53,96 кв      | 4. у гр. 1    | 54,04                 | 7. у гр. 2            | Нису се квалификовале | 23 / 30 (31) |        |
| Александра Штукова     | 800 м          | 2:02,91      | 2:04,58 кв    | 6. у гр. 3    | 2:03,27               | 7. у гр. 1            | Нису се квалификовале | 19 / 32      |        |
| Луција Хривнак Клоцова | 1.500 м        | 4:02,99 НР   | 4:10,90 КВ    | 2. у гр. 2    |                       |                       | 4:35,61               | 10 / 21      |        |
| Луција Сланикова       | 400 м препоне  | 56,96 НР     | 57,55 кв      | 4. у гр. 4    | 57,86                 | 8. у гр. 3            | Нису се квалификовале | 23 / 35      |        |
| Владимира Шибова       | 4 х 100 м      | 44,65 НР     | 45,31         | 8. у гр. 2    |                       |                       | Нису се квалификовале | 14 / 15 (16) |        |
| Ленка Кршакова         | 4 х 100 м      | 44,65 НР     | 45,31         | 8. у гр. 2    |                       |                       | Нису се квалификовале | 14 / 15 (16) |        |
| Дениса Бучкова         | 4 х 100 м      | 44,65 НР     | 45,31         | 8. у гр. 2    |                       |                       | Нису се квалификовале | 14 / 15 (16) |        |
| Александра Безекова²   | 4 х 100 м      | 44,65 НР     | 45,31         | 8. у гр. 2    |                       |                       | Нису се квалификовале | 14 / 15 (16) |        |
| Силвија Салговицова    | 4 х 400 м      | 3:35,03 НР   | 3:31,66 НР    | 7. у гр. 2    | 10 / 16               |                       | Нису се квалификовале |              |        |
| Александра Штукова²    | 4 х 400 м      | 3:35,03 НР   | 3:31,66 НР    | 7. у гр. 2    | 10 / 16               |                       | Нису се квалификовале |              |        |
| Александра Безекова²   | 4 х 400 м      | 3:35,03 НР   | 3:31,66 НР    | 7. у гр. 2    | 10 / 16               |                       | Нису се квалификовале |              |        |
| Ивета Путалова²        | 4 х 400 м      | 3:35,03 НР   | 3:31,66 НР    | 7. у гр. 2    | 10 / 16               |                       | Нису се квалификовале |              |        |
| Јана Велдјакова        | Скок удаљ      | 6,75         | 6,47 кв       | 6. у гр. А    | 6,47                  | 10 / 24 (26)          |                       |              |        |
| Дана Велдјакова        | Троскок        | 14,51 НР     | 14,11 КВ, ЛРС | 3. у гр. А    | 13,74                 | 11 / 22               |                       |              |        |
| Мартина Храшнова       | Бацање кладива | 76,90 НР     | 68,37 кв      | 5. у гр. Б    | 70,62                 | 7 / 28 (30)           |                       |              |        |
| Вероника Канучова      | Бацање кладива | 69,48        | 62,86         | 13. у гр. А   | Није се квалификовала | 27 / 28 (30)          |                       |              |        |

- Такмичарке у штафети обележене бројем трчале су и у појединачним дисциплинама.